# 金沙水电站
金沙水电站是中华人民共和国金沙江中游干流上一座建设中的水电站，位于四川省攀枝花市东西两大城区之间，左岸新庄尖山子和右岸牛金树梁子围成的峡谷中。总装机容量560MW。是金沙江攀枝花河段金沙+银江两级水电开发方案中的第一级。

## 概况
大坝紧邻攀枝花市西区文物保护单位、中国唯一的地下战备电厂——503电厂遗迹。上距建设中的金沙江中游“一库八级”水电开发方案的最末一级观音岩水电站坝址28.9km，下距攀枝花市中心城区（攀枝花水文站断面）10.3km。控制流域面积25.89万k㎡，多年平均径流量1870m³/s，年径流量590亿m³。

## 设计
枢纽由挡水建筑物、泄水建筑物、发电厂房、过鱼设施等组成。大坝为混凝土重力坝，坝顶高程1027m，最大坝高66m，坝轴线长度391.4m；坝身设5孔表孔泄洪和底流消力池，表孔孔口尺寸14.5m×23m（宽×高），堰顶高程999.0m；厂房采用河床式电站，安装4台单机容量为140MW的水轮发电机，总装机容量560MW，多年平均发电量25.07亿kWh；左岸过鱼设施全长约2010m，设有4个进鱼口以及2个出鱼口。正常蓄水位1022m，相应库容0.85亿m³；死水位1020m，死库容0.738亿m³；校核洪水位1025.3m；水库总库容1.08亿m³。水电站以发电为主，兼有供水、改善城市水域景观和取水条件、对观音岩水电站的反调节作用等。是金沙江攀枝花河段金沙+银江两级水电开发方案中的第一级。

## 建设
金沙水电站枢纽工程施工采用三期导流方式；施工场地以左岸原503电厂的厂区为主，共布置左岸上游石家沟施工区、钢厂沟施工区、503施工区以及左岸下游沿江施工区四个施工区，设置了石家沟1个永久性渣场，在503施工区布置了1套砂石加工系统和1套混凝土拌和系统；枢纽工程施工总工期72个月。由四川省能投攀枝花水电开发有限公司建设。四川省政府于2013年4月下发“封库令”后，金沙水电站建设进入实质性阶段。2015年1月获得中华人民共和国环境保护部批复。